# Fabricio Formiliano
Fabricio Orosmán „Tito” Formiliano Duarte (ur. 14 stycznia 1993 w Salto) – urugwajski piłkarz pochodzenia włoskiego występujący na pozycji środkowego obrońcy, od 2024 roku zawodnik chilijskiego Universidadu de Chile.